# Нагрудный знак торпедных катеров
Нагрудный знак для торпедных катеров (нем. Schnellboot-Kriegsabzeichen) — немецкая награда в виде нагрудного знака, которой награждались матросы и офицеры Кригсмарине, служившие на торпедных катерах.

## Основание награждения
- За участие в 12 и более атаках.
- За ранение во время боя.
- За участие в потоплении корабля противника.
- За личное мужество или выдающиеся командные качества во время боя.

## Дизайн
Нагрудный знак представлял собой позолоченный цинковый венок из дубовых листьев, в центре которого помещено посеребренное изображение торпедного катера, а сверху — имперский орел, сжимающий в когтях свастику.

## Правила ношения
Нагрудный знак носился с левой стороны сразу под Железным крестом 1-го класса или аналогичной ему наградой.